# Rick Dickinson

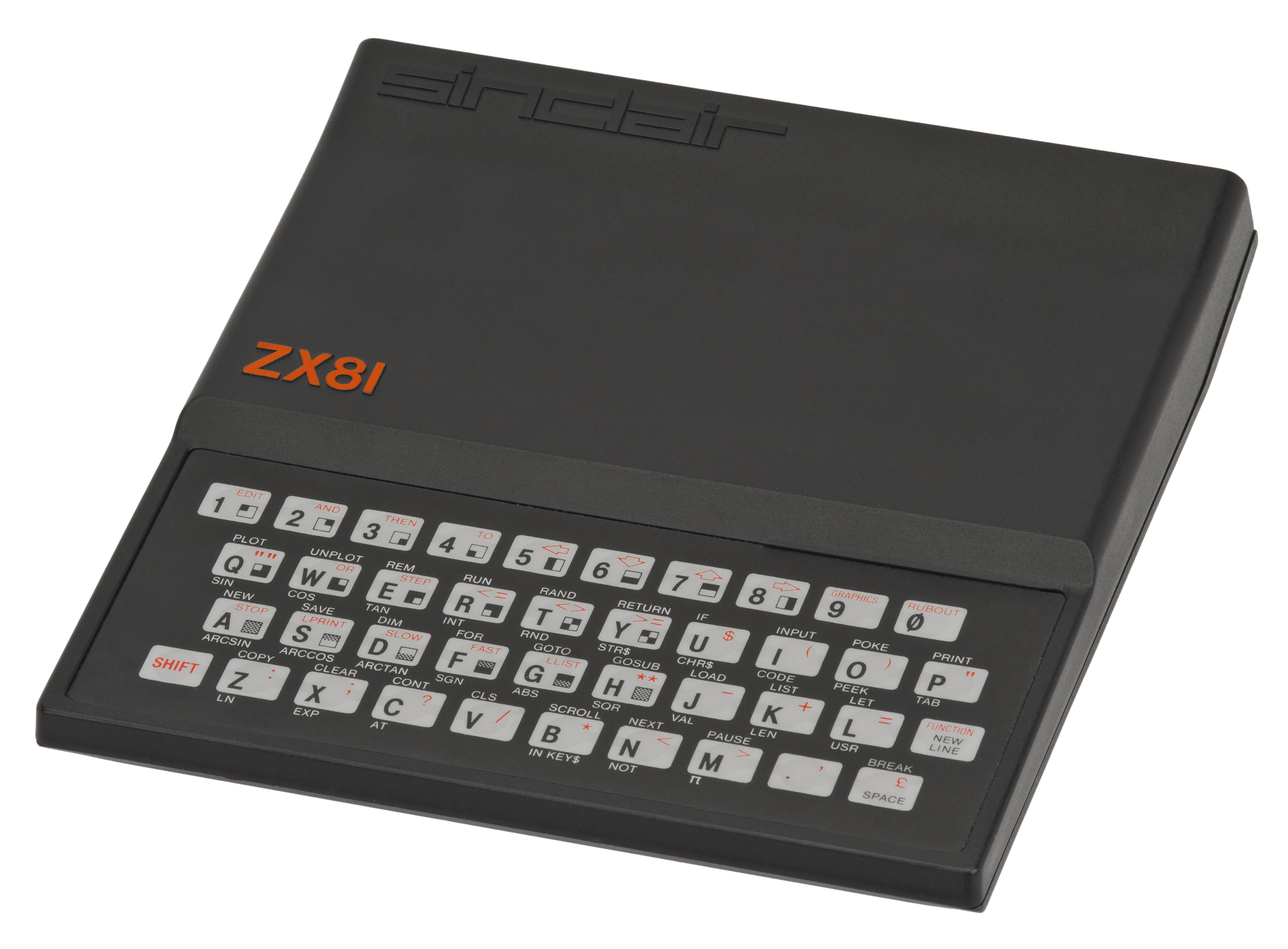
Ordenador personal Sinclair ZX81. Dickinson es propietario de una patente por su diseño

Rick Dickinson (Yorkshire, c. 1956-24 de abril de 2018) fue un diseñador industrial británico.

## Biografía

### Primeros años
Dickinson se graduó en la Newcastle Polytechnic (ahora Northumbria University) en 1979 con un graduado de primera clase en Diseño Industrial.

### Etapa Sinclair
Dickinson se incorporó a Sinclair Research Ltd en diciembre de 1979, cuando aún era estudiante en la Newcastle Polytechnic, en sustitución de John Pemberton, que acababa de dejar la compañía para dirigir un nuevo centro de diseño para ITT en Harlow. En aquel momento las oficinas de Sinclair Research se encontraban el Cambridge, en concreto en el 6 de Kings Parade.
Rick Dickinson fue el diseñador industrial interno de Sinclair Research Ltd. Diseñó las carcasas de los modelos ZX80 y del ZX81, lo que incluía el teclado de membrana sensible al tacto que utilizaban, así como el característico teclado de goma del ZX Spectrum. También diseñó la carcasa de la TV80 y del Sinclair QL.
Su modelo del ZX81 ganó un premio del British Design Council en 1981. Ganó asimismo un premio Haus Industrieform, y se encuentra en la exposición permanente en Essen. Su modelo Sinclair QL ganó un premio de diseño italiano, el Smau Premio de Diseño Industrial.

### Etapa post-Sinclair
En 1986 fundó en Cambridge la compañía Dickinson Associates, una empresa consultora de diseño industrial. En ese mismo año produjo el diseño industrial para un primitivo modelo de ordenador portátil, el Cambridge Z88. En 1987, Alan Sugar le encargó el diseño industrial para el primer ordenador portátil de su compañía Amstrad.
En 1989 Rick Dickinson, Christopher Curry (de Acorn Computers) y Keith Dunning realizaron un rediseño del microscopio de campo MacArthur, y Dickinson diseñó el microscopio Lensman, un microscopio de campo portátil. En 1991 el microscopio Lensman ganó los premios de diseño de la BBC, el Premio Príncipe de Gales para la Producción e Innovación Industriales y el premio Arquímedes para Excelencia en la Ingeniería.
Ideó los conceptos de diseño industriales y los modelos de la primera "Banda Ancha telefónica" para AT&T. Dickinson Associates creó el diseño industrial, el diseño mecánico y el diseño de ingeniería de la producción para Rockwell el primer teléfono móvil de referencia GSM. Dickinson Associates fue también responsable del diseño de la consola portátil Gizmondo (denominada originalmente Gametrac).
En el año 2015 Rick Dickinson se trasladó a Estados Unidos tras habérsele diagnosticado cáncer y para seguir un tratamiento. Mientras colaboró en el desarrollo del Sinclair ZX Spectrum Next, sucesor del ZX Spectrum +2 y +3, y diseñó el teclado. Fue presentado en 2017 a través de Kickstarter consiguiendo los fondos necesarios para su fabricación y distribución en tiempo récord, aunque por problemas logísticos no se entregaron hasta 2020. Debido a la alta demanda en este mismo año 2020 se inició un segundo Kickstarter. Debido a la escasez de chips por la pandemia de Coronavirus, se tuvo que rediseñar la placa completamente al tener que utilizar una cpu diferente, y se añadieron características nuevas aunque el diseño de la máquina era el mismo que en el anterior Kickstarter. Esto provocó retrasos, pero las máquinas fueron entregadas a finales de 2023 y comienzos del 2024.
Asimismo estaba involucrado en otros proyectos. En 2016, diseñó un parche inalámbrico para un sistema médico que permitiera a las mujeres embarazadas controlar la frecuencia cardíaca fetal, y colaboró en el diseño del ZX Spectrum Vega + (una consola portátil compatible con el Sinclair ZX Spectrum +2), comercializado por Retro Computers Limited, compañía que terminó cerrando tras incumplir los plazos para entregar las unidades a sus compradores, al haberse revocado la licencia de comercialización de la marca Sinclair y descubrir que no disponían de licencia para comercializar los juegos incluidos en la consola.
En 2018 Rick Dickinson falleció tras no haber superado el cáncer que padecía.